# أنتوني غريفين
أنتوني غريفين (بالإنجليزية: Anthony Griffin)‏ (22 مارس 1979 ببورنموث في المملكة المتحدة - ) هو لاعب كرة قدم بريطاني في مركز الدفاع. لعب مع نادي بورنموث وDorchester Town F.C. ‏ ونادي تشيلتنهام تاون لكرة القدم وNew Milton Town F.C. ‏.

## وصلات خارجية
- أنتوني غريفين على موقع قاعدة بيانات كرة القدم.إي يو (الإنجليزية)
- أنتوني غريفين على موقع Soccerbase.com (لاعب) (الإنجليزية)